# Maurice Tornay (Politiker)
Maurice Tornay (* 6. November 1953; heimatberechtigt in Orsières) ist ein Schweizer Politiker (CVP).

## Biografie
Im Jahr 1972 schloss er als Kaufmann EFZ seine Ausbildung ab. Er erlangte 1985 das Eidgenössische Diplom als Bücherexperte und drei Jahre später (1988) das Diplom als Steuerexperte. Zwischen 1989 und 2009 war er Direktor der Fiduciaire de l'Entremont SA sowie Dozent an der HES-SO Valais/Wallis.
Sein erstes politisches Amt war jenes als stellvertretender Grossrat des Kantons Wallis. Zwischen 1997 und 2005 sass er im Grossrat und war dort Präsident der CVP-Fraktion Unterwallis. Am 4. März 2009 wurde er in den Staatsrat gewählt, seine Wiederwahl war am 17. März 2013. Er amtete als Vorsteher des Departements für Finanzen und Institutionen (DFI). Für das Amtsjahr 2013/2014 war er Präsident des Staatsrats. Zu den Wahlen im März 2017 trat er nicht mehr an.
Maurice Tornay ist verheiratet, Vater von fünf Kindern und wohnt in Orsières.